# 天神ノ森停留場
天神ノ森停留場（てんじんのもりていりゅうじょう）は、大阪府大阪市西成区天神ノ森二丁目にある阪堺電気軌道阪堺線の停留場。駅番号はHN58。
駅名は、駅のすぐ北西にある天神ノ森天満宮に由来する。

## 歴史
- 1911年（明治44年）12月1日：開業。
- 1915年（大正4年）6月21日：南海鉄道との合併により、同鉄道の駅となる。
- 1944年（昭和19年）6月1日：南海の会社合併により、近畿日本鉄道の駅となる。
- 1947年（昭和22年）6月1日：近鉄からの路線譲渡により、南海電気鉄道の駅となる。
- 1980年（昭和55年）12月1日：南海からの路線譲渡により、阪堺電気軌道の駅となる[1]。

## 停留場構造
専用軌道上にあり、単式ホームが踏切を挟んで千鳥式に配置された2面2線の構成となっている。ホームは上下線とも踏切の手前に配置されている。南側に渡り線があり、かつては天神ノ森発の列車も運行されていた。

### のりば
| 1 | ■阪堺線 | 我孫子道方面 | 我孫子道 行 |
| 2 | ■阪堺線 | 恵美須町方面 | 恵美須町 行 |

## 停留場周辺
- 岸里玉出駅（岸里口） - 西500 m
- 天神ノ森天満宮
- 阿部野神社
- 天下茶屋跡碑

### バス
大阪市営バス（赤バス）の天神ノ森天満宮停留所があり、西成東ループが停車していたが2013年3月31日をもって廃止された。

## 付記
すぐ南側の南海電鉄高野線がオーバークロスする近くに、かつて宮ノ下という電停があったが廃止された。今もホームが残っている。

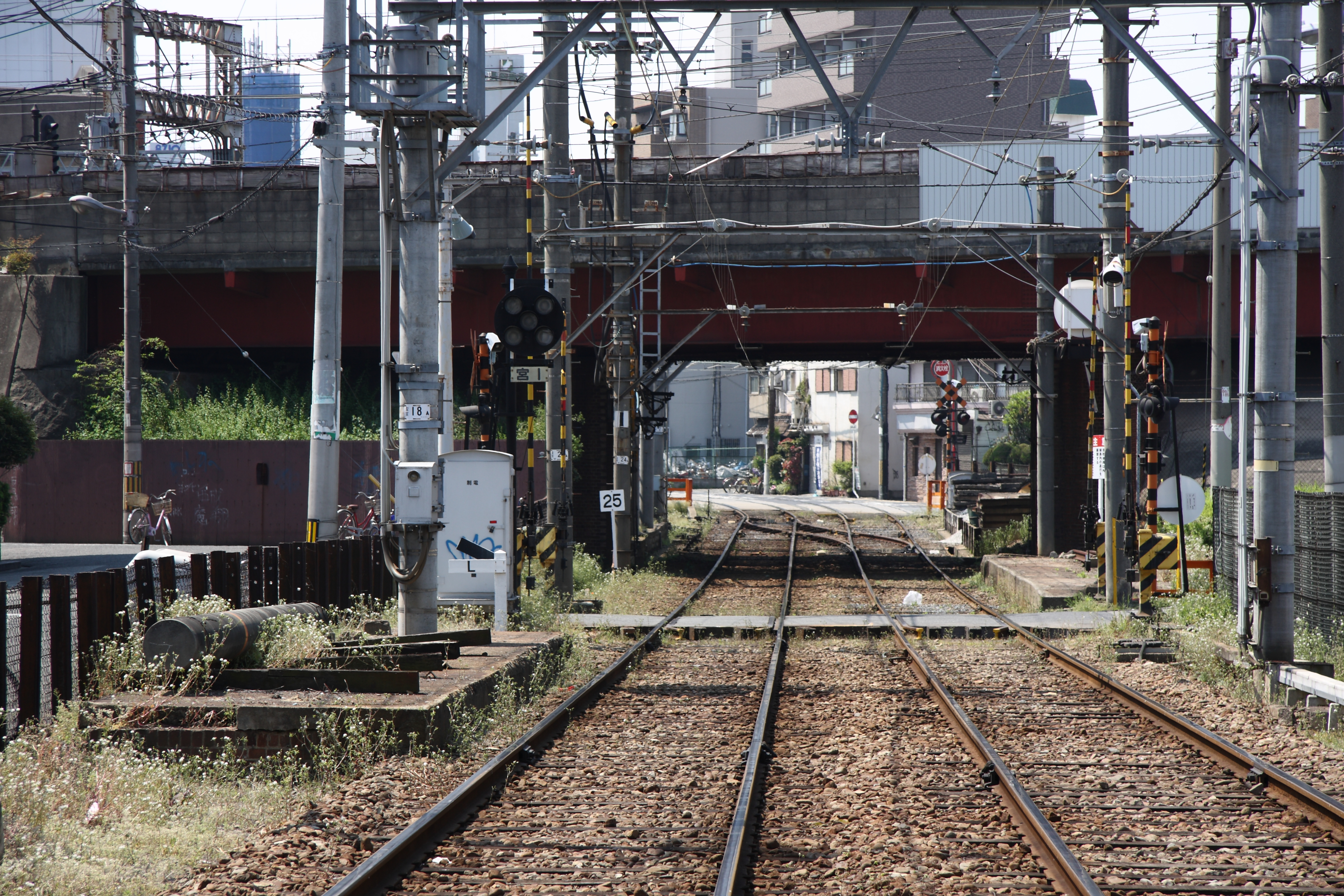
宮ノ下電停 上下ホーム（後方は我孫子道方面）
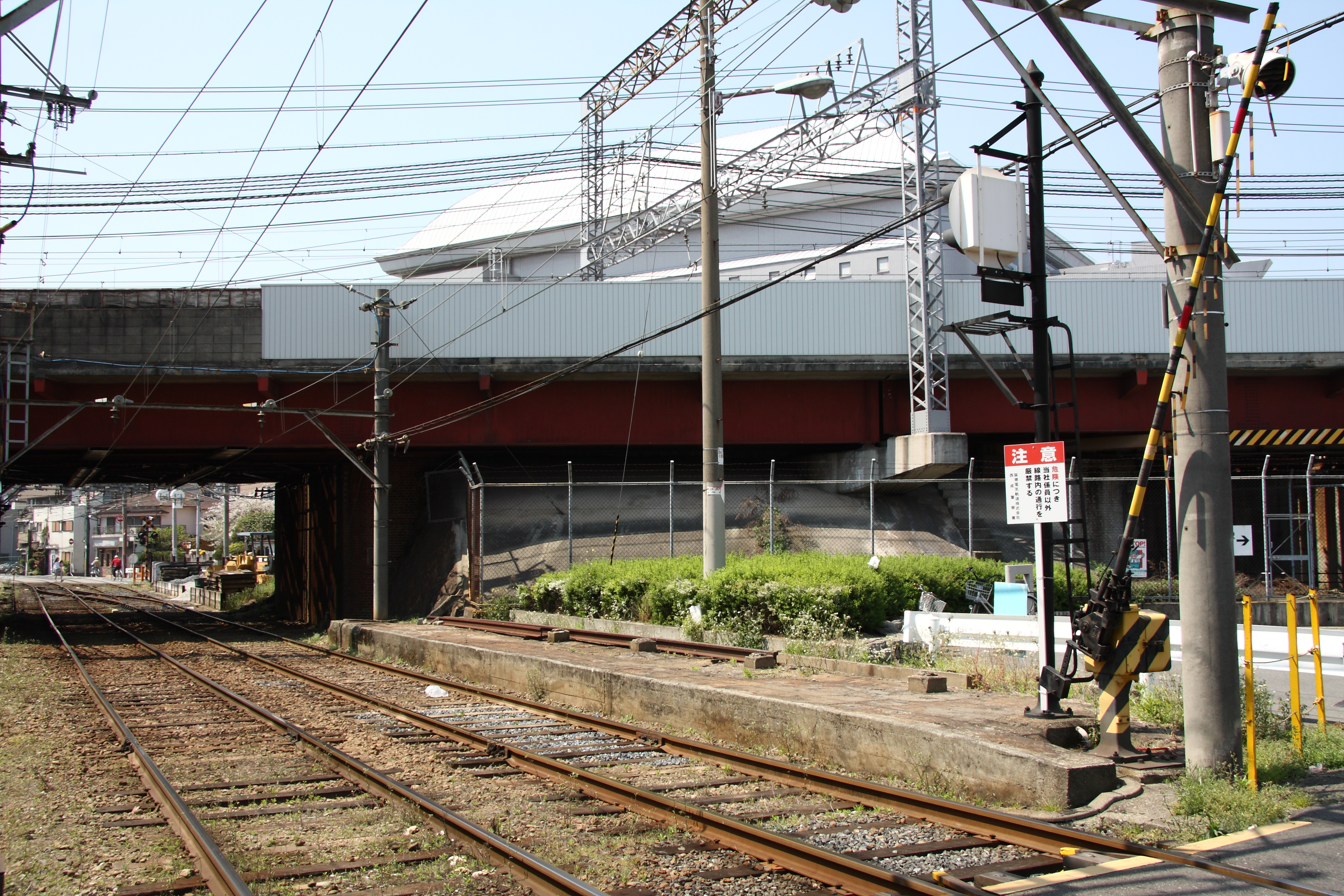
宮ノ下電停 恵美須町方面ホーム
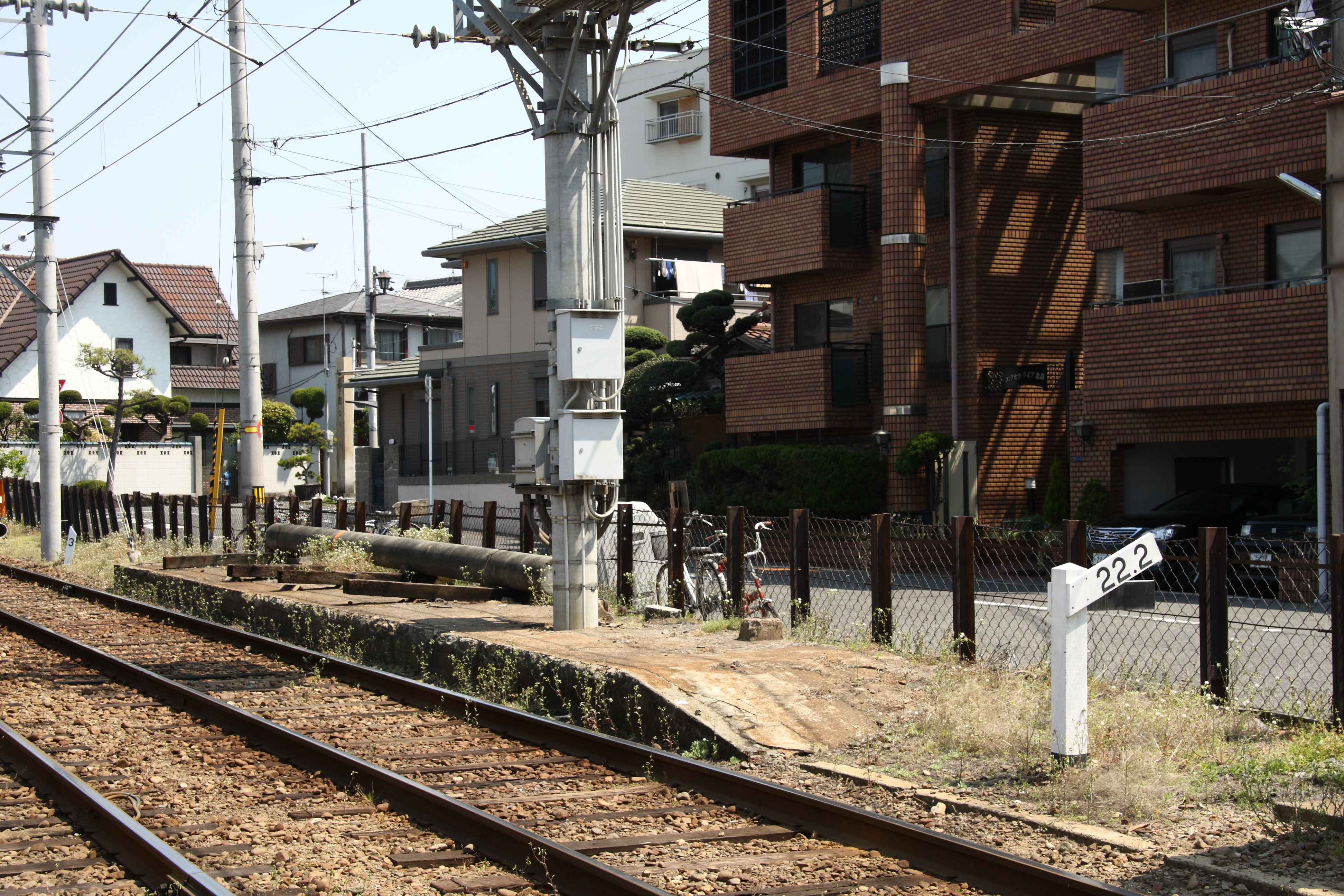
宮ノ下電停 我孫子道方面ホーム

## 隣の停留場
阪堺電気軌道
■阪堺線
聖天坂停留場 (HN57) - 天神ノ森停留場 (HN58) - 東玉出停留場 (HN59)
- （）内は駅番号を示す。